# 星乃珈琲店
星乃珈琲店（ほしのコーヒーてん）は、ドトール・日レスホールディングスが運営する日本の喫茶店チェーンのブランド。2024年2月末時点で277店舗。

## 概要

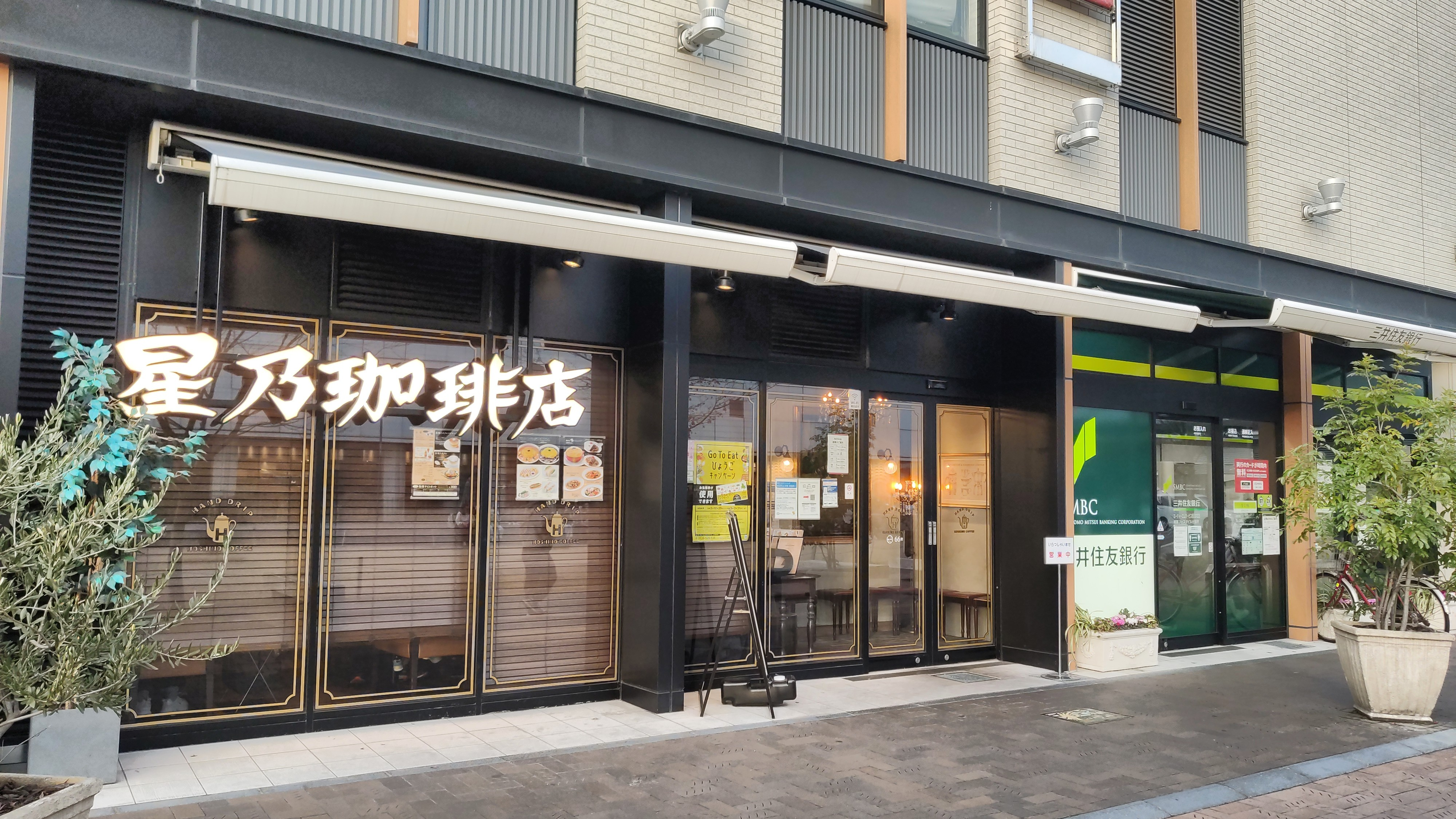
星野珈琲 姫路フェスタ店

2007年のドトールコーヒーと日本レストランシステムの経営統合後、2011年に新たにフルサービス形態のカフェチェーンとして誕生し、2011年3月に1号店が埼玉県蕨市にオープンした。同社の不採算店舗を星乃珈琲店に転換してきた経緯から、都市部から郊外ロードサイド店舗まで幅広い立地に店舗を構える。
コーヒー1杯の価格は約600円、推定客単価は約950円で、競合のコメダと同様に、高単価なカフェチェーンに位置づけられる。店内の高級感や落ち着いた空間の雰囲気が評価され、シニア層の利用客も多い。
カフェチェーン店で多く見られる店内フリーWi-Fiサービスを提供していなかったが、2024年9月から一部店舗で導入している。
「星乃珈琲店　絵画コンテスト」が実施している。

## メニュー
星乃ブレンド・彦星ブレンド・織姫ブレンド
看板商品となるブレンドコーヒー。
窯焼きスフレパンケーキ
通年メニューのいくつかのバリエーションのほかに、季節ごとにイチゴや栗のトッピングをした期間限定のパンケーキも販売している。
星乃ビーフカレー
窯焼きふわふわスフレドリア
ほかにスパゲッティ、フレンチトーストなどを提供。

## 店舗デザイン設計
星野珈琲店は、店舗デザインに力を注いでいる。一例として、旧茨城県議会議事堂の改修工事により誕生した茨城県立図書館店は、入り口広間を入ると正面階段を中心にシンメトリーな空間が左右に展開し、階段を昇ると旧本議会場へと続く造りである。貸し出し前の本を客席にて読むことができるカフェを設けた都道府県立図書館は全国でも珍しく、読書や勉強目的としてだけではなく、人が集う交流の場として活用され、茨城県民の新たな憩いの空間となることを目指している。
星乃珈琲店・茨城県立図書館店は日本空間デザイン賞2024を受賞している。他にも美しが丘店は2022年度のウッドデザイン賞を受賞している。

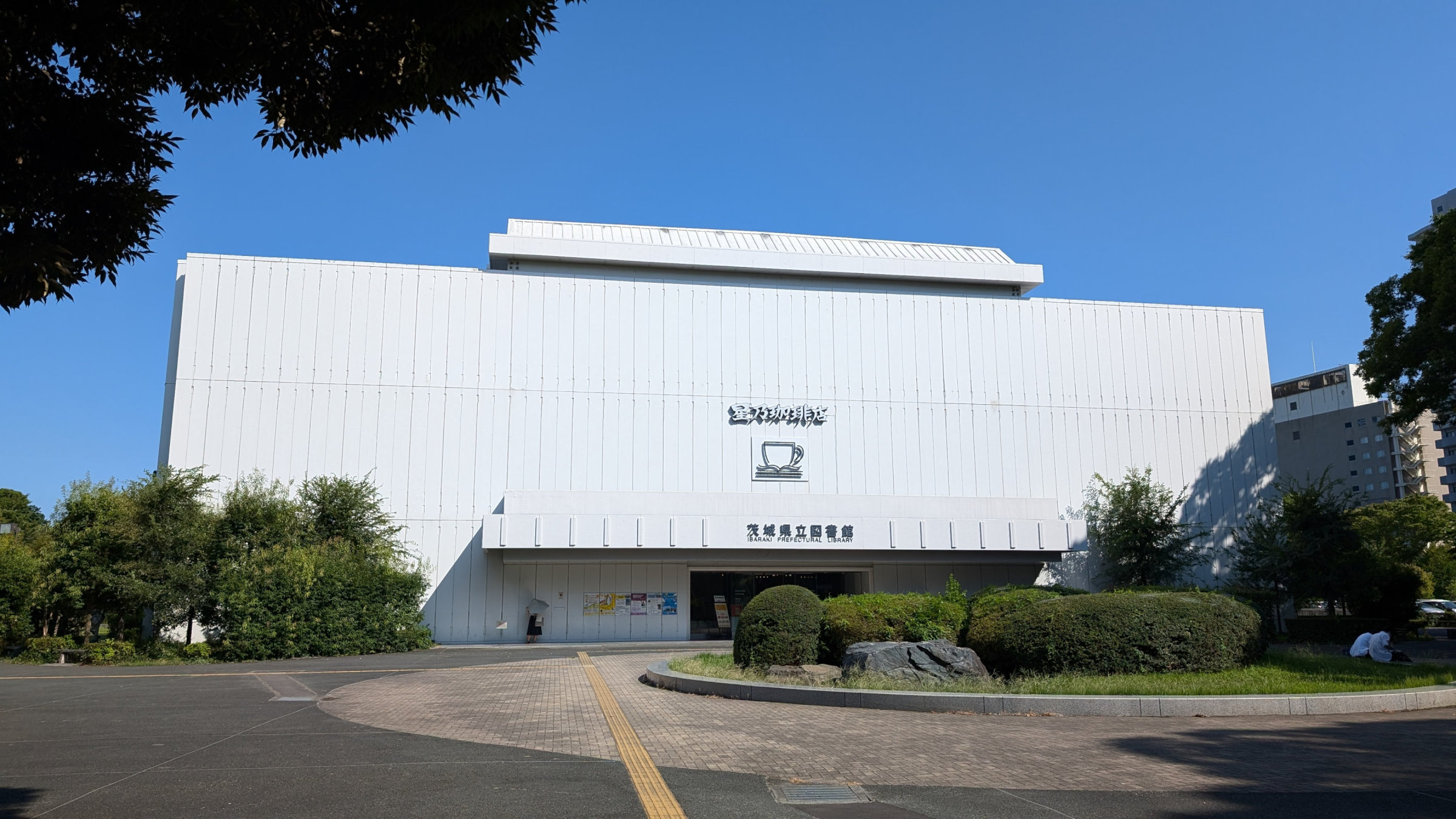
茨城県立図書館店
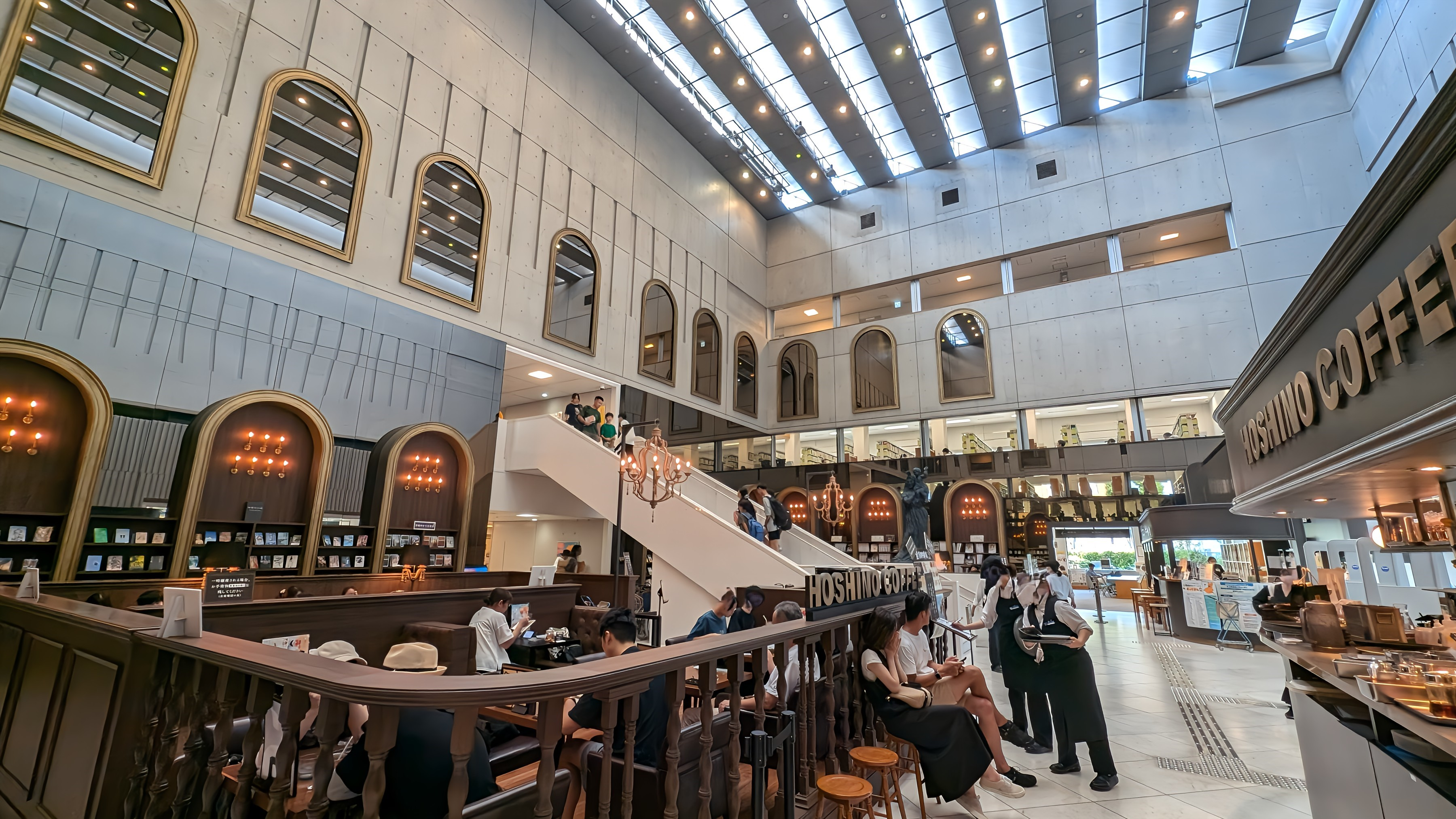
1Fロビーの星乃珈琲店(茨城県立図書館店)
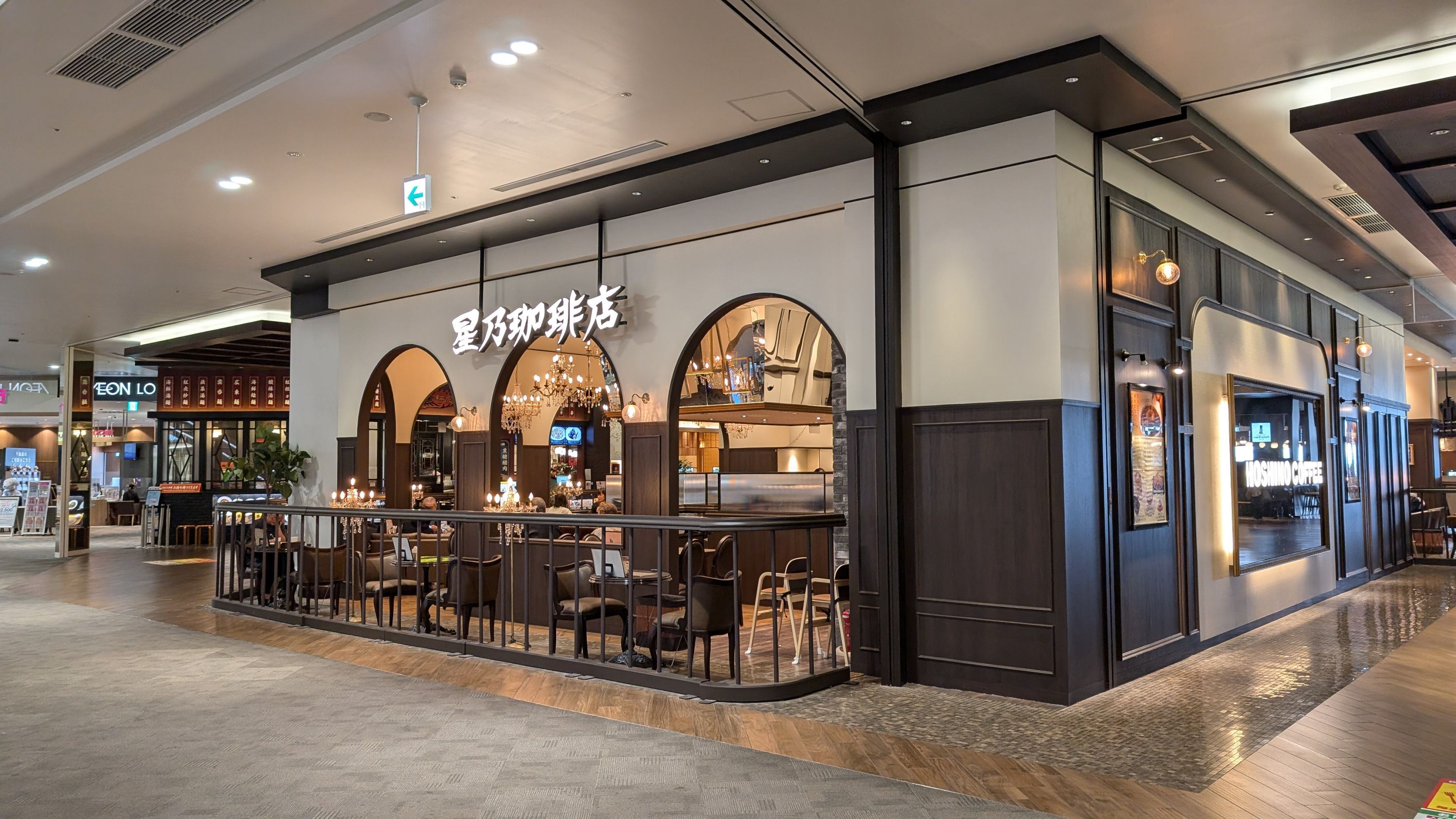
イオンモール幕張新都心店